# Druhá vláda Milana Hodži
Druhá vláda Milana Hodži existovala od 18. prosince 1935 do 21. července 1937. Jednalo se o vládu tzv. široké koalice a v pořadí o 16. československou vládu období první republiky.
Vláda podala 17. července 1937 demisi.

## Složení vlády
| Strana                            | Strana                                                       | Portfej                                 | Ministr               | Nástup do úřadu   | Odchod z úřadu    |
| --------------------------------- | ------------------------------------------------------------ | --------------------------------------- | --------------------- | ----------------- | ----------------- |
|                                   | Republikánská strana zemědělského a malorolnického lidu      | Ministerský předseda                    | Milan Hodža           | 18. prosince 1935 | 21. července 1937 |
| Ministr zahraničí                 | Republikánská strana zemědělského a malorolnického lidu      | 18. prosince 1935                       | Milan Hodža           | 29. února 1936    |                   |
| Ministr vnitra                    | Republikánská strana zemědělského a malorolnického lidu      | Josef Černý                             | 18. prosince 1935     | 21. července 1937 |                   |
| Ministr národní obrany            | Republikánská strana zemědělského a malorolnického lidu      | František Machník                       | 18. prosince 1935     | 21. července 1937 |                   |
| Ministr zemědělství               | Republikánská strana zemědělského a malorolnického lidu      | Josef Zadina                            | 18. prosince 1935     | 21. července 1937 |                   |
|                                   | Československá sociálně demokratická strana dělnická         | Ministr spravedlnosti                   | Ivan Dérer            | 18. prosince 1935 | 21. července 1937 |
| Ministr železnic                  | Československá sociálně demokratická strana dělnická         | Rudolf Bechyně                          | 18. prosince 1935     | 21. července 1937 |                   |
| Ministr sociální péče             | Československá sociálně demokratická strana dělnická         | Jaromír Nečas                           | 18. prosince 1935     | 21. července 1937 |                   |
|                                   | Československá strana národně socialistická                  | Ministr financí                         | Emil Franke (správce) | 17. března 1936   | 28. března 1936   |
| Ministr pošt a telegrafů          | Československá strana národně socialistická                  | Emil Franke                             | 18. prosince 1935     | 23. ledna 1936    |                   |
| Ministr pošt a telegrafů          | Československá strana národně socialistická                  | Alois Tučný                             | 23. ledna 1936        | 21. července 1937 |                   |
| Ministr školství a národní osvěty | Československá strana národně socialistická                  | Emil Franke                             | 23. ledna 1936        | 21. července 1937 |                   |
|                                   | Československá strana lidová                                 | Ministr veřejných prací                 | Jan Dostálek          | 18. prosince 1935 | 21. července 1937 |
| Ministr unifikací                 | Československá strana lidová                                 | Jan Šrámek                              | 18. prosince 1935     | 21. července 1937 |                   |
|                                   | Československá živnostensko-obchodnická strana středostavová | Ministr průmyslu, obchodu a živností    | Josef V. Najman       | 18. prosince 1935 | 21. července 1937 |
|                                   | Německá sociálně demokratická strana dělnická v ČSR          | Ministr zdravotnictví a tělesné výchovy | Ludwig Czech          | 18. prosince 1935 | 21. července 1937 |
|                                   | Německý svaz zemědělců a venkovských živností                | Ministr bez portfeje                    | Franz Spina           | 18. prosince 1935 | 21. července 1937 |
|                                   | Německá křesťansko-sociální strana lidová                    | Ministr bez portfeje                    | Erwin Zajiček         | 2. července 1936  | 21. července 1937 |
|                                   | Nestraničtí ministři                                         | Ministr zahraničí                       | Kamil Krofta          | 29. února 1936    | 21. července 1937 |
| Ministr financí                   | Nestraničtí ministři                                         | Karel Trapl                             | 18. prosince 1935     | 17. března 1936   |                   |
| Ministr financí                   | Nestraničtí ministři                                         | Josef Kalfus                            | 28. března 1936       | 21. července 1937 |                   |
| Ministr školství a národní osvěty | Nestraničtí ministři                                         | Jan Krčmář                              | 18. prosince 1935     | 23. ledna 1936    |                   |

### Změny ve vládě v roce 1936
- 23. ledna vystřídal Jana Krčmáře ve funkci ministra školství a národní osvěty Emil Franke
- 23. ledna vystřídal Emila Franka ve funkci ministra pošt a telegrafů Alois Tučný
- 29. února vystřídal Milana Hodžu ve funkci ministra zahraničí Kamil Krofta
- 17. března vystřídal Karla Trapla ve funkci ministra financí Emil Franke jako správce; do funkce ministra nastoupil až 28. března 1936 Josef Kalfus
- 2. července vystřídal Franze Spinu ve funkci ministra bez portfeje Erwin Zajiček